# Anneliese Kiehne-Tecklenburg
Anneliese Kiehne-Tecklenburg (* 2. September 1925 in Syke-Barrien; † 16. September 2020 in Weyhe) war eine deutsche Autorin, die in plattdeutscher Sprache geschrieben hat.

## Biografie
Kiehne-Tecklenburg hat in Bremen und zuletzt in Weyhe-Leeste gewohnt, sie war in der Bremer Region als plattdeutschsprachige Autorin tätig. Seit 1980 hat sie Geschichten, „Dööntjes“, Gedichte („Riemels“), Sketche und Lieder geschrieben, die sie in zahlreichen öffentlichen Veranstaltungen vorgetragen und damit zur Pflege und Akzeptanz der plattdeutschen Sprache beigetragen hat.
Seit 1982 hat sie plattdeutsche Bücher mit Geschichten, plattdeutsche Liederbücher, Ton-Cassetten und eine CD mit eigenen plattdeutschen Liedern veröffentlicht.

## Werke

### Buchveröffentlichungen
- Barg op – Barg dol, wat weer dat schön! Tomeist vergnöögte Geschichten op plattdüütsch vertellt von vörgistern, gistern un vondoog. Bremen 1982.
- Nu ween man nich, lach man lever! Dööntjes, Biller un Vertellers. Bremen 1984.
- Dat un düt, för Groot un Lütt. Tomeist vergnöögte Geschichten, Dööntjes, Riemels un Leder. Bremen 1988 (30 Lieder m. Noten).
- Twee slicht – twee kruus. Plattdüütsche Geschichten, Riemels un veel Sketchen. Bremen 1996.

### Beiträge zu Buchveröffentlichungen
- Mudder ehre Schörten. In: Achter de Kulissen. 26 plattdüütsche Geschichten un Gedichte. Rutgeven von Traute Dittmann för den Kreisheimatbund Diepholz e. V. Diepholz 2007 (darin: Kurzbiographien „De Schrievers“, S. 89–117), ISBN 978-3-89728-064-9, S. 82 f.

### Liederbücher
- Ik sing en Leed. Nee'e plattdüütsche Leder. 30 Lieder m. Noten. Musikalische Bearbeitung: Stephan-Rupert Steinkühler. Bremen 1990.
- Dat un düt - för Groot un Lütt. Nee'e plattdüütsche Leder. Bremen 1992 (20 Lieder m. Noten).

### Beiträge zu Liederbüchern
- 8 plattdeutsche Lieder. In [AutorInnenkollektiv]: Liederbuch für Niedersachsen. (Auswahl und Bearbeitung: Rolf Wilhelm Brednich in Zusammenarbeit mit Roland Wohlfart; Hrsg.: Niedersächsischer Heimatbund e. V.). Wolfenbüttel 1994 (alle Lieder mit Noten).

### Musik-Cassetten
- Texte, Melodien und Gesang: Anneliese Kiehne-Tecklenburg -
- Ik sing en Leed. Nee'e plattdüütsche Leder (14 neue plattdeutsche Lieder). Bremen 1987.
- Dat un düt – för Groot un Lütt! (20 neue plattdeutsche Lieder). Bremen 1992.

### CDs
- Ik sing en Leed (34 plattdeutsche Lieder; alle Titel der beiden Musik-Cassetten - s. o. - auf einer CD). Bremen 1999.

Zahlreiche Lesungen und Liederabende in den Landkreisen Diepholz und Verden und in Bremen.

## Auszeichnungen/Preise
- 1984 Förderpreis der Deutschen Künstlerhilfe